# Hjuleberg
Hjuleberg är en herrgård i Abilds socken, Falkenbergs kommun, Halland. Det var länge ätten Thotts huvudgård.
Den nuvarande huvudbyggnaden uppfördes av grosshandlaren och skeppsredaren Rudolph Puggaard från Köpenhamn, som var halländsk godsägare i tre decennier under andra hälften av 1800-talet. År 1873 brann det gamla corps de logiet ner och behövde ersättas. Puggaard gav i uppdrag åt arkitektstudenten Thorvald Bindesbøll att rita en ny byggnad, som blev utformad i en borgliknande stil i anglonormandisk medeltidsstil med inslag av nygotik. Byggnaden färdigställdes 1878. 

## Historia
Hjulebergs förste kände ägare var svenske marsken Erik Kettilsson Pukes dotter Katarina, gift med väpnaren Axel Kettilsson). Hon tycks ha innehaft gården redan 1370. Deras dotter Cathrine var mor till de ryktbara och mäktiga Axelssönerna (Tott). Åke Axelsson (Tott) löste ut sina bröder och blev ensam ägare till Hjuleberg. Godset tillhörde släkten Thott och genom ingifte även släkten Kruse fram till 1632. Då köpte landshövding Bengt Lilliehöök godset för 11 419 daler silvermynt och 13 öre. Släkten Lilliehöök fortsatte att äga godset fram till 1851. Mellan 1851 och 1907 var Hans Christopher Wilhelm Puggaard, Rudolf Puggaard, Ludvig von Segebaden och Gustav von Segebaden i tur och ordning ägare till godset. Därefter har det varit i släkten Treschows ägo. Ägaren till Hjuleberg hade från 1658 och fram till 1927 patronatsrätt inom Abilds socken.